# LFF lyga 2000
L'edizione 2000 della LFF lyga fu la undicesima del massimo campionato lituano dal ritorno all'indipendenza; vide la vittoria finale dell'FBK Kaunas, giunto al suo 2º titolo.
Capocannoniere del torneo fu Andrius Velička (FBK Kaunas), con 26 reti.

## Formula
La formula rimase identica a quella della passata stagione: il Dainava Alytus, inizialmente retrocesso mentre l'Ardena Vilnius cambiò nome in Polonia Vilnius. Il Kareda, poi, cambiò città, passando da Šiauliai a Kaunas.
Le 10 squadre si incontrarono, però, in un doppio turno di andata e ritorno, per un totale di 36 partite per squadra; l'ultima classificata retrocesse, mentre penultima e terzultima disputarono un turno di play-off (con gare di andata e ritorno) contro la seconda e la terza classificata della I lyga per la promozione / permanenza in A Lyga.

## Classifica finale
|                     | Pos. | Squadra                | Pt | G  | V  | N  | P  | GF  | GS | DR  |
| ------------------- | ---- | ---------------------- | -- | -- | -- | -- | -- | --- | -- | --- |
| Lituania (bandiera) | 1.   | FBK Kaunas             | 86 | 36 | 26 | 8  | 2  | 115 | 24 | +91 |
|                     | 2.   | Žalgiris               | 83 | 36 | 25 | 8  | 3  | 108 | 28 | +80 |
|                     | 3.   | Atlantas               | 67 | 36 | 21 | 4  | 11 | 70  | 45 | +25 |
|                     | 4.   | Ekranas                | 62 | 36 | 18 | 8  | 10 | 57  | 31 | +26 |
|                     | 5.   | Kareda Kaunas          | 60 | 36 | 17 | 9  | 10 | 56  | 49 | +7  |
|                     | 6.   | Nevėžis                | 47 | 36 | 11 | 14 | 11 | 31  | 44 | -13 |
|                     | 7.   | Dainava Alytus         | 33 | 36 | 8  | 9  | 19 | 34  | 66 | -32 |
|                     | 8.   | Polonia Vilnius        | 25 | 36 | 6  | 7  | 23 | 27  | 82 | -55 |
|                     | 9.   | Atletas-Inkaras Kaunas | 21 | 36 | 5  | 6  | 25 | 28  | 95 | -67 |
|                     | 10.  | Banga Gargždai         | 16 | 36 | 3  | 7  | 26 | 19  | 81 | -62 |

### Play-off
| Squadra 1       | Totale | Squadra 2       | Andata | Ritorno |
| --------------- | ------ | --------------- | ------ | ------- |
| Laisve Šilutė   | 1 - 3  | Inkaras Kaunas  | 0 - 1  | 1 - 2   |
| Klevas Šiauliai | 3 - 4  | Polonia Vilnius | 3 - 3  | 0 - 1   |

### Verdetti
- FBK Kaunas Campione di Lituania 2000.
- Atletas-Inkaras Kaunas e Polonia Vilnius rimangono in A lyga.
- Banga Gargždai retrocesso in I lyga.